# Luigi Illica
Luigi Illica (ur. 9 maja 1857 w Castell’Arquato, zm. 16 grudnia 1919 w Colombarone) – włoski librecista operowy i dramaturg.

## Życiorys
W młodości uciekł z domu i tułał się po Włoszech, ostatecznie osiadł w Mediolanie, gdzie w 1879 roku nawiązał współpracę z dziennikiem „Corriere della Sera”. Od 1881 roku wydawał w Bolonii własny dziennik „Don Chisclotte”. W 1882 roku wydał w Mediolanie swój pierwszy zbiór nowel pt. Farfalle, effetti di luce. Od 1892 roku związany był z mediolańskim wydawnictwem Ricordiego. Był autorem około 80 librett operowych. Sławę przyniosły mu napisane we współpracy z Giuseppe Giacosą libretta do oper Giacoma Pucciniego: Cyganerii, Toski i Madame Butterfly. Tworzył też dla takich kompozytorów jak Umberto Giordano, Franco Alfano, Pietro Mascagni, Alberto Franchetti i Italo Montemezzi.
W swoich librettach wprowadzał napięcia dramatyczne, realizm historyczny i sytuacyjny, przyczyniając się do rozwoju weryzmu.